# Markgrafenkirche Treuchtlingen

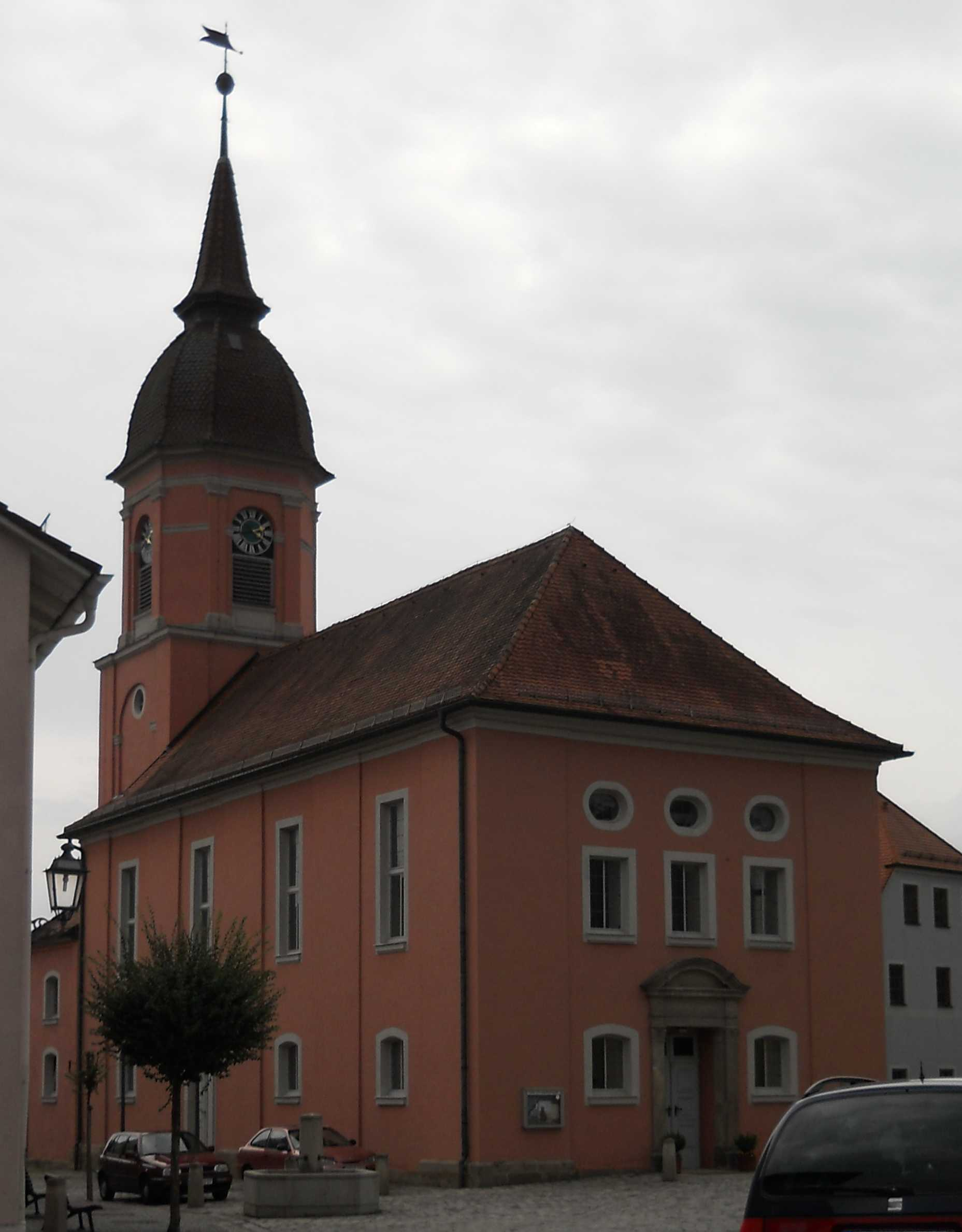
Markgrafenkirche Treuchtlingen

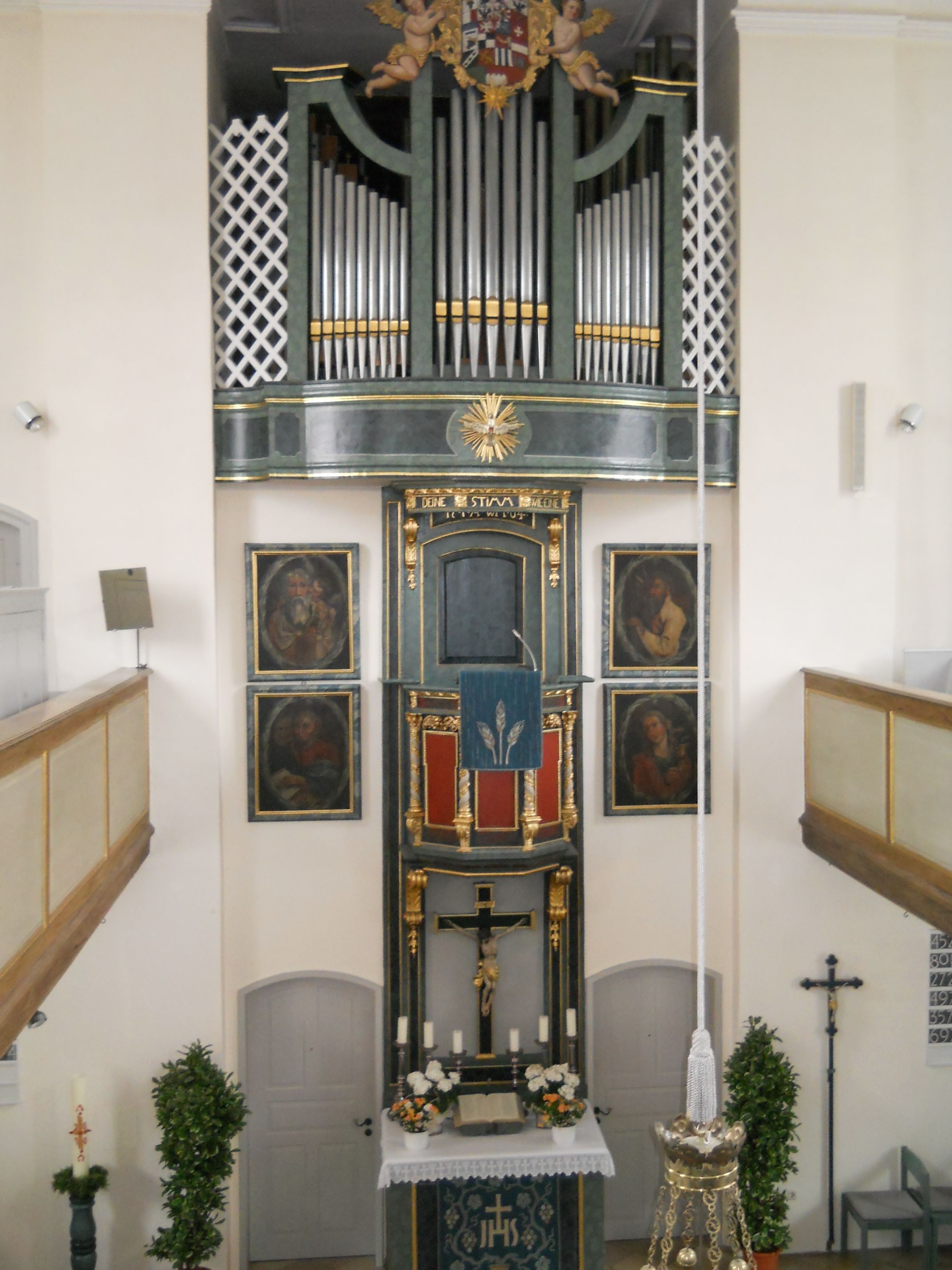
Altarsituation

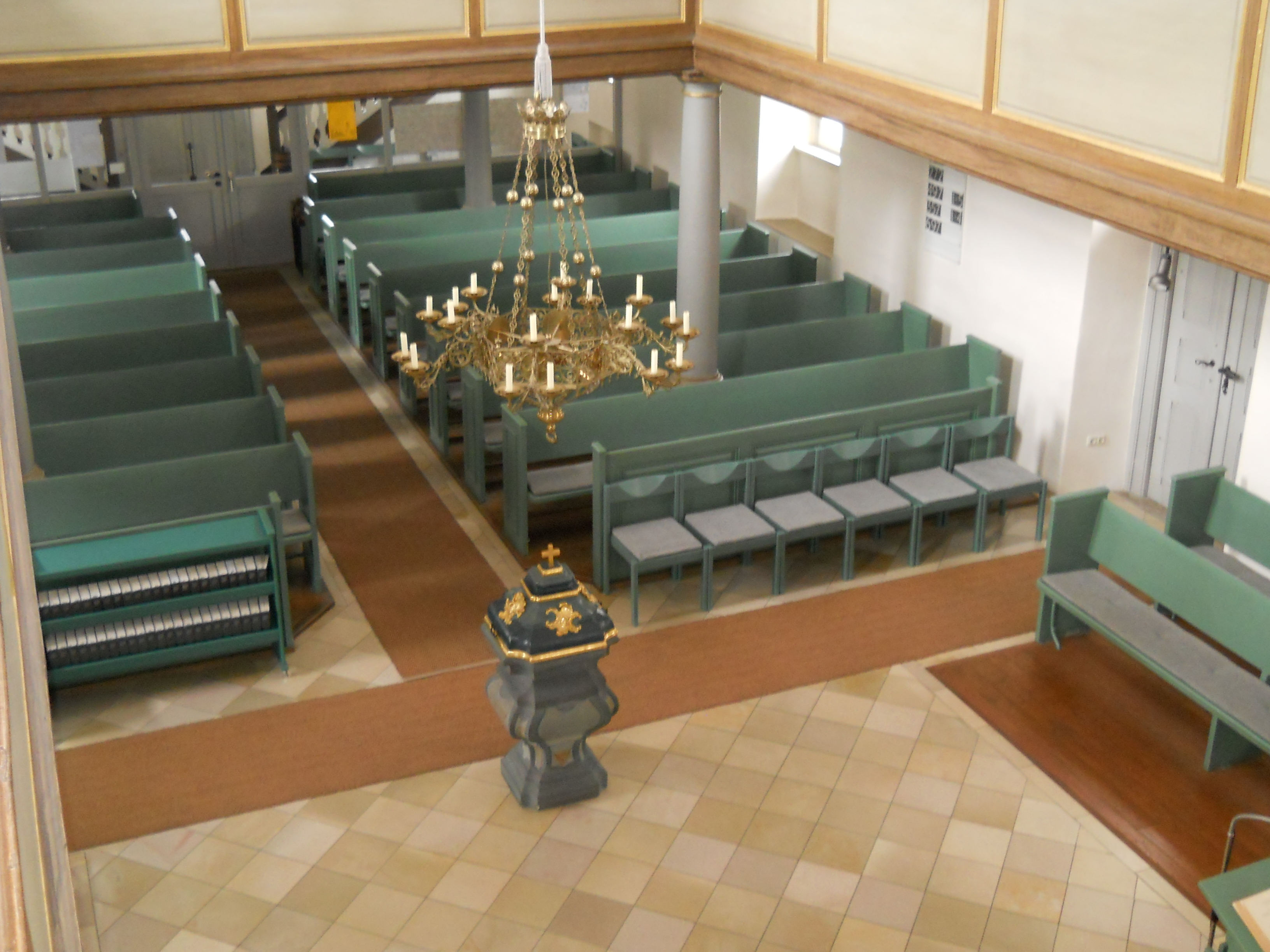
Das Taufbecken unter dem Kronleuchter

Die Markgrafenkirche in Treuchtlingen, einer Stadt im mittelfränkischen Landkreis Weißenburg-Gunzenhausen, ist ein evangelisch-lutherischer Kirchenbau im Markgrafenstil.

## Bau
Auf dem Kirchplatz Treuchtlingens stand an der Stelle der heutigen Markgrafenkirche eine Frühmesskapelle „Beatae Mariae Virginis“ (zur seligen Jungfrau Maria). Sie stammte möglicherweise aus dem 13. Jahrhundert, ist erstmals 1457 erwähnt und wurde nach der Reformation für evangelische Gottesdienste genutzt. Nach dem Dreißigjährigen Krieg, der Treuchtlingen die völlige Verwüstung brachte, wurde die Kapelle 1663 unter der Herrschaft der Markgrafen von Ansbach-Brandenburg als evangelische Kirche wiederhergestellt und 1701 mit einer Orgel ausgestattet. Als die Zahl der evangelischen Einwohner Treuchtlingens zunahm, erwies sich die Kapelle zunehmend als zu klein. Ein Gutachten des brandenburgischen Regierungsrates Strobel befürwortete 1745 einen Neubau, zu dem Landesherr Markgraf Karl Wilhelm Friedrich von Brandenburg-Ansbach schließlich den Auftrag gab. 1756 wurde die bisherige Kapelle abgerissen und noch 1756/57 eine neue Kirche im sogenannten Markgrafenstil errichtet. Ausgeführt wurde der Bau vom brandenburgisch-ansbachischen Hofbaumeister Johann David Steingruber (* 1702; † 1787). Der Überlieferung nach fand die für den 7. August 1757 angesetzte Einweihung wegen des Todes des Markgrafen († 2. August 1757) erst am 28. August statt.
1893–1895 wurde die Kirche um fünf Meter im Westen erweitert. Seitdem ist sie rund 17 Meter lang, 11 Meter breit und bis zum Dachfirst 15 Meter hoch. Die Seitenwände des Langhauses sind durch vier Lisenen fünffach symmetrisch gegliedert, die Zwischenfelder haben im oberen Bereich große viereckige, im unteren Bereich kleine flachbogige Fenster. Die Westwand als Eingangsseite hat zwischen zwei breiten Seitenlisenen unterhalb des Daches drei ovale, darunter drei größere viereckige und auf beiden Seiten des Portals ein flachbogiges Fenster. Die Eingangstür ist zurückgesetzt. Der mit Lisenen und Rundbogen gegliederte, in den beiden Untergeschossen viereckige und im Obergeschoss achteckige Turm im Osten der Kirche ist circa 35 Meter hoch. Abgeschlossen wird er von einer Haube mit abgesetzter Spitze. 1992 kamen vier neue Bronzeglocken in den Glockenstuhl. Die Sakristei ist nördlich an den Turm angebaut.
Eine Renovierung in den Jahren 1998 bis 2002 brachte außen die ursprüngliche Farbgebung von hellem Ziegelrot.

## Ausstattung
Die Kirche hat seit der Erweiterung von 1893/95 zwei Emporen, wobei nur die untere auch an den Seitenwänden des Langhauses verläuft. Nach dem Steingruberschen Konzept sind an der Chorwand der Altar, die Kanzel und die Orgel übereinander angeordnet. Die heutige Orgel stammt von 1949, gebaut von der Firma G. F. Steinmeyer in Oettingen als Opus 1776; der Orgelspieltisch ist seit 1957 auf der nördlichen Seitenempore aufgestellt, wobei die Orgel auch auf die heutigen 29 Register erweitert wurde. Über der Orgel hängt ein von Putten gehaltenes Markgrafenwappen. Die Kanzel wird von je zwei Apostelbildern aus der Erbauungszeit der Kirche flankiert. Statt eines Altarbildes ist ein Kreuz angebracht. Über dem Taufbecken in der Mitte der Kirche hängt ein kerzenbestückter Kronleuchter. An der Nordwand zeigen über der Seitenempore zeigen zwei Portraitgemälde Martin Luther und Philipp Melanchthon; an der Südwand befindet sich über der Empore ein Gemälde der Verhöhnung Christi.